# Erik Boulatov
Pour les articles homonymes, voir Boulatov.
Erik Vladimirovitch Boulatov (en russe : Эрик Владимирович Булатов) est un artiste russe non-conformiste né à Iekaterinbourg le 5 septembre 1933 et vivant à Moscou. Son père était un officiel du parti communiste, mort pendant la Seconde Guerre mondiale à Pskov. Sa mère quitte la Pologne à l’âge de 15 ans pour soutenir la Révolution russe de 1917. Les œuvres de Boulatov figurent dans les plus grandes collections publiques et privées d’Europe, de Russie et des États-Unis. En 2008, Boulatov devient membre honoraire de l’Académie russe des beaux-arts.

## Jeunesse

### Éducation
Boulatov étudie la peinture à l’École de peinture, de sculpture et d'architecture de Moscou. Il est diplômé en 1958. Il commence à travailler comme illustrateur de livres pour enfants, avec son ami et collaborateur Oleg Vassiliev. Il remporte de nombreux prix pour son travail. Les deux artistes sont fortement influencés par Robert Falk et Vladimir Favorski, deux artistes de l’Avant-garde russe du début du XXe siècle.

### Le Groupe du Boulevard Sretenski
Dans les années 1960, Bulatov forme le Groupe du Boulevard Sretenski avec Ilia Kabakov, Édouard Steinberg, Oleg Vassiliev, Vladimir Yankilevsky et Viktor Pivovarov. Le nom du groupe vient de celui du quartier où ils résident, lui-même tiré du nom d’un historien tchèque. Les membres du groupe se rencontrent fréquemment chez Kabakov pour discuter et présenter leur travail, choses qu’ils leur sont interdites dans les milieux « officiels ». Ce groupe était plus une association d'artistes partageant les mêmes idées qu’une école d’artistes aux styles similaires.
À travers le Groupe du Boulevard Sretenski, Boulatov devient un membre éminent des conceptualistes moscovites. Ce groupe, lié idéologiquement plutôt que stylistiquement, est à la base de l'« École moscovite » d'art contemporain russe tel qu'il est connu aujourd'hui.

## Style
« Les peintures de Boulatov sont de grandes images colorées et réalistes représentant des paysages, des ciels, des milieux urbains et des personnes. Beaucoup sont peintes sur ou partiellement masquées par des mots ou des phrases ironiques. Les ciels bleus métaphoriquement riches et poétiques sont recouverts par des textes en russe pouvant être traduits par : « Gloire à l’URSS » ou « Marque déposée », les paysages verts et luxuriants par « Ne pas s’appuyer dessus » ou « Attention ! ».
Les œuvres de Boulatov englobent un vaste choix de sujets à l’image de sa perception du rôle du Gouvernement dans le contrôle de toutes choses. Boulatov symbolise le Gouvernement à travers son utilisation du langage comme instrument de commande et de contrôle, du fondement de la loi écrite et de contraintes, qu'il peint ensuite sur chaque arbre et chaque rocher. C’est dans ce sens que les peintures de Boulatov peuvent prendre un caractère plus universel et populiste. L’accent mis uniquement sur les aspects publics et extérieurs de la vie — la rue, la campagne, la télévision étatique — renforce l'idée que les pensées et les sentiments sont (encore) propres à chacun. Le psychologique et l’émotionnel sont au-delà des limites des mots, de la langue et de la loi. »

## Carrière
Erik Boulatov est actuellement représenté par la galerie Arndt à Berlin et la galerie Skopia à Genève. En septembre 2016, Vladimir Semenikhine fit don du tableau Slava KPSS de Boulatov, estimé à plus d'1,5 million d'euros, au Centre Pompidou qui l'a intégré dans sa collection permanente.